# Tangzhuang

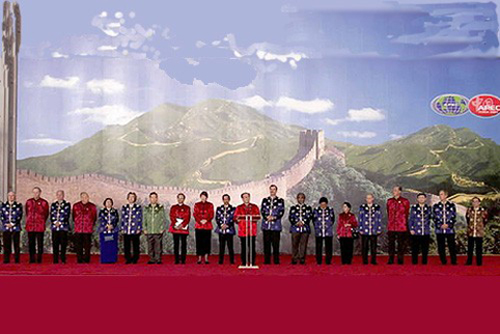
I leader mondiali indossando il tangzhuang al vertice dell'APEC 2001

Il Tangzhuang (cinese:唐装=camicia cinese/abito cinese) oppure Longzhuang (cinese:龙装=vestito del drago) è un particolare tipo di giacca cinese, tuttora piuttosto comune, usata come commemorazione, patriottismo o come tenuta ginnica specialmente in Cina e Taiwan.

## Storia
Nato probabilmente nel tardo 1600, all'inizio della dinastia Qing, probabilmente un'evoluzione del Magua, un abito mancese similare al suddetto ma tendenzialmente lungo fino ai piedi, in alcuni casi fino alle ginocchia e con una lunghezza e una larghezza delle maniche maggiori, probabilmente una derivazione dell'Hanfu cinese.
Nel tardo 1800 era probabilmente l'abito più comune della Cina, infatti vi sono centinaia di foto di immigrati cinesi abbigliati con questo abito durante la costruzione delle ferrovie americane.

## Composizione
Il tangzhuang appare come una camicia abbastanza simile allo standard originale occidentale, ma con due sostanziali differenze:
la prima vede la presenza di alamari al posto dei bottoni, la seconda (meno prominente della prima) è la presenza di due aperture laterali ai fianchi.

## Curiosità
Questo abito è spesso legato all'icona delle arti marziali Bruce lee, viene usato spesso dall'attore.
Viene mostrato in: Dalla Cina con furore, L'urlo di Chen terrorizza anche l'occidente e I tre dell'Operazione Drago.
Proprio per questo particolare vestito viene usato spesso dai combattenti di kung fu o dai ginnasti praticanti il Wushu